# NBA All-Star Game 2015
Das NBA All-Star Game 2015 fand am 15. Februar 2015 im Madison Square Garden in New York statt, der Heimstätte der New York Knicks. Das Spiel endete mit einem 163:158-Sieg für die Auswahl der Western Conference, womit der vorjährige Punkterekord erneut gebrochen wurde. Zum besten Spieler des Spiels wurde Russell Westbrook, der 41 Punkte erzielte, gewählt.

## All-Star Game

### Trainer
Die Head Coaches (deutsch Cheftrainer) der beiden All-Star-Teams sind traditionell die beiden Trainer, deren Mannschaft zwei Wochen vor dem Spiel die jeweilige Conference anführt. Für das Team der Western Conference war Steve Kerr, Trainer der Golden State Warriors, und für das Team der Eastern Conference Mike Budenholzer, Trainer der Atlanta Hawks, zuständig. Für beide Trainer war es die erste Teilnahme als Head Coach eines All-Star-Teams.

### Kader
Die Spieler (zwei Guards und drei Frontcourt-Spieler pro Conference), die per Fan-Abstimmung die meisten Stimmen erhielten, waren für die Startaufstellung gesetzt. Nach der Wahl suchten die 30 Head Coaches der NBA-Clubs weitere sieben Spieler für das Team ihrer Conference aus (zwei Guards, drei Frontcourt-Spieler und zwei weitere positionsunabhängige Spieler), sodass insgesamt 24 Spieler (+ nachnominierte Spieler) an diesem Spiel teilnehmen.
| Pos.          | Spieler               | Mannschaft             | Nominierung | Stimmen   |
| Starter       | Starter               | Starter                | Starter     | Starter   |
| ------------- | --------------------- | ---------------------- | ----------- | --------- |
| PG            | Stephen Curry         | Golden State Warriors  | 2.          | 1 513 324 |
| SG            | James Harden 5        | Houston Rockets        | 3.          | 1 069 368 |
| SF            | Klay Thompson 5       | Golden State Warriors  | 1.          | 314 254   |
| PF            | LaMarcus Aldridge 5   | Portland Trail Blazers | 4.          | 498 131   |
| C             | Marc Gasol            | Memphis Grizzlies      | 2.          | 795 121   |
| Ersatzspieler |                       |                        |             |           |
| PG            | Chris Paul            | Los Angeles Clippers   | 8.          | 551 167   |
| PG            | Damian Lillard 2      | Portland Trail Blazers | 2.          | 365 417   |
| PG            | Russell Westbrook     | Oklahoma City Thunder  | 4.          | 248 758   |
| SF            | Kevin Durant          | Oklahoma City Thunder  | 6.          | 545 226   |
| PF            | Dirk Nowitzki 4       | Dallas Mavericks       | 13.         | 292 557   |
| PF            | Tim Duncan            | San Antonio Spurs      | 15.         | 546 817   |
| C             | DeMarcus Cousins 1    | Sacramento Kings       | 1.          | 465 334   |
| Verletzt      |                       |                        |             |           |
| SG            | Kobe Bryant Starter   | Los Angeles Lakers     | 17.         | 1 152 402 |
| PF            | Blake Griffin Starter | Los Angeles Clippers   | 5.          | 700 615   |
| PF            | Anthony Davis Starter | New Orleans Pelicans   | 2.          | 1 369 911 |

| Pos.          | Spieler         | Mannschaft          | Nominierung | Stimmen   |
| Starter       | Starter         | Starter             | Starter     | Starter   |
| ------------- | --------------- | ------------------- | ----------- | --------- |
| PG            | John Wall       | Washington Wizards  | 2.          | 886 368   |
| SG            | Kyle Lowry      | Toronto Raptors     | 1.          | 805 290   |
| SF            | LeBron James    | Cleveland Cavaliers | 11.         | 1 470 483 |
| PF            | Carmelo Anthony | New York Knicks     | 8.          | 647 005   |
| C             | Pau Gasol       | Chicago Bulls       | 5.          | 974 177   |
| Ersatzspieler |                 |                     |             |           |
| PG            | Kyrie Irving    | Cleveland Cavaliers | 3.          | 465 334   |
| PG            | Jeff Teague     | Atlanta Hawks       | 1.          | 83 900    |
| SG            | Kyle Korver 3   | Atlanta Hawks       | 1.          | unbekannt |
| SG            | Jimmy Butler    | Chicago Bulls       | 1.          | 455 756   |
| PF            | Paul Millsap    | Atlanta Hawks       | 2.          | 121 938   |
| PF            | Al Horford      | Atlanta Hawks       | 3.          | 114 955   |
| PF            | Chris Bosh      | Miami Heat          | 10.         | 542 006   |
| Verletzt      |                 |                     |             |           |
| SG            | Dwyane Wade     | Miami Heat          | 11.         | 789 839   |

## Trivia
Mit dem Auftritt von Marc (West) und Pau Gasol (East) trafen erstmals in der Geschichte des NBA All-Star Games Brüder aufeinander auf.

## Belege
1. ↑  Russell Westbrook scores 41 to lead West past East in 2015 NBA All-Star Game. Yahoo, abgerufen am 16. Februar 2015 (englisch).
2. 1 2  Warriors' Curry leading vote-getter, surpassing LeBron, for 2015 All-Star Game. In: NBA.com. 22. Januar 2014, abgerufen am 15. Februar 2014.
3. ↑  LaMarcus Aldridge to start ASG. In: espn.com. 14. Februar 2014, abgerufen am 15. Februar 2014.
4. ↑  The Gasols Shine At All-Star Weekend auf nba.com, abgerufen am 15. Februar 2015.